# Hartmut Riepl
Hartmut Riepl (* 27. September 1940 in Krems an der Donau) ist ein deutscher Politiker (SPD).

## Leben
Riepl ist als selbstständiger Stadtplaner tätig. Er lebt in Villingen-Schwenningen.
Riepl ist Mitglied der SPD. Bei der Landtagswahl in Baden-Württemberg 1980 kandidierte er im Landtagswahlkreis Villingen-Schwenningen. Er zog über ein Zweitmandat in den Landtag von Baden-Württemberg ein. Er gehörte dem Landtag bis zum Ende der Legislaturperiode 1984 an.